# Los Galindo
Los Galindo es una sitcom chilena basada en la serie de la CBS The Jeffersons (emitida en Chile por Canal 9 -y luego en Teleonce- en los años 70 y 80). Producida por Roos Film y Sony Pictures Television International y emitida por TVN en 2005. Describe la vida de una familia de Cerro Navia, que luego del éxito de su negocio de lavado de autos, se traslada a vivir a un departamento en la comuna de Vitacura. 

## Personajes
- Miguel Galindo (interpretado por Luis Dubó): Padre de familia y dueño del Galindo Car Wash. Es regalón de su mamá, por lo que se debate entre priorizarla a ella o a su mujer, a quien llama Mi Princesita Rusa. Otras frases usuales de Miguel son Por la entre canilla del mono y el Cuico mamón y la Rusia teñida, refiriéndose a los Echeverría, con los que no tiene mucha simpatía. Es machista, trabajólico, ya que nunca se ha tomado vacaciones, y un poco excéntrico. Al cambiar de estatus social, se debate en ser como era antes o adaptarse y hacer cosas de ricos, como ir a jugar golf.

- Rosa Escarlet Galindo (interpretada por Carmina Riego): Dueña de casa. Fue nana hasta antes del ascenso económico de la familia. A diferencia de Miguel, tiene una buena relación con los Echeverría, lo que provoca conflictos entre los dos.

- Mamá Galindo (interpretada por Gabriela Medina): Siempre visita repentinamente a su hijo, regaloneándolo como si fuera un niño, lo que incomoda a Miguel. Aunque más incomoda a Rosa, ya que no le gusta compartir a Miguel con ella.

- Brian Galindo (interpretado por Mauricio Diócares): Es el hijo único de Miguel y Rosa. Pololea con la hija de los Echeverría.

- Francisco Echeverría (interpretado por Alex Zisis): El vecino cuico de Los Galindo. Siempre invita a Miguel a hacer algo que él hace, lo que molesta al señor Galindo porque piensa que el Cuico mamón se siente mejor que él, cosa que no deja que pase aunque tenga que hacer algo que no le guste, como hacer terapia de pareja.

- Marlene de Echeverría (interpretada por Teresa Hales): La esposa de Francisco, que es de origen humilde, pero al haberse casado con un hombre de clase alta se cree de dicho estrato social.

- Loreto Echeverría (María Paz Jorquiera):Hija de Marlene y Francisco, y polola de Brian, es una chica dulce, muy abierta e inteligente. Estudia en la universidad y quiere ser profesional. Le gusta pasar tiempo en la casa de Los Galindo y se divierte mucho con Miguel y Rosa, a quienes encuentra verdaderamente geniales.

- Carmencita (interpretada por María Paz Grandjean): Es una nana que se ganó el cariño de Rosa, quien fuera asesora del hogar por muchos años, y obtuvo el puesto en la casa de Los Galindo. Sin embargo, es bastante floja y siempre busca una excusa para no hacer cosas, lo que enoja siempre a Miguel.

### Actuaciones Especiales
- Patricio Strahovsky como Andrés Undurraga, un millonario que juega en el club de golf donde va Miguel.

- Alejandro Trejo como Reynaldo, un amigo de Miguel y Rosa de cuando vivían en Cerro Navia, que aún habita ahí y sigue siendo de clase humilde.

- Ariel Mateluna

## Emisión
- 2005: Estreno en segunda franja, los lunes a las 23:15, luego de la serie El Cuento del Tío. Además se repetía los domingos a las 20:00, en reemplazo del resumen de la teleserie Los Capo.

- 2006: Emitida los sábados a las 20:30, luego de la repetición de Loco por ti.

- 2007: Emitida los domingos a las 20:30, luego de la repetición de Loco por ti. En esta pasada se han estrenado varios capítulos no emitidos anteriormente por TVN. En marzo de ese año, se trasladó para el horario de los sábados a las 19:30.

## Tema
Por la entre canilla del mono
yo soy un hombre de abajo
que con un balde y un trapo
me gané un billete largo
Ahora tengo una flota
de jetones limpia autos
y me cambié con mi gente
a vivir al barrio alto..si
quiébrese quiébrese mi'hija
no se quiebre tanto
dele mi reina, dele, dele
no se me enoje
dele, dele, dele